# Игнатий Закка I Ивас
Игнатий XL Закка I Ивас (21 апреля 1933, Мосул — 21 марта 2014, Киль) — 122-й патриарх Антиохии и всего Востока, глава Сирийской яковитской православной церкви в 1980—2014 годах.

## Биография
Арабское имя Sanharib Iwas (سنحريب عيواص). Родители назвали его Сеннахериб. В 10 лет потерял отца, через два года — мать. В 1946—1954 гг. учился в Мосульской семинарии святого Ефрема.
В семинарии он принял новое имя — Закка. В 1960 г. обучался в Нью-Йорке. Там он изучал восточные языки и получил диплом магистра в области английского языка в City University и диплом магистра пастырского богословия на Общей богословской семинарии.
6 июня 1954 принял монашество. С 18 декабря 1955 г. дьякон, с 17 ноября 1957 г. — пресвитер. Был секретарем патриарха Игнатия Ефрема I. В 1962—1963 гг. был наблюдателем на Втором Ватиканском Соборе Католической церкви. В 1963 г. назначен епископом Мосула (епископское имя Севериос), в 1969 г. — архиепископом Багдада и Басры. В 1978 г. в его диоцез была включена Австралия.
В 1980 г. после смерти патриарха Игнатия Якоба III избран главой Антиохийской яковитской церкви. Интронизация состоялась 14 сентября в соборе Святого Георгия в Дамаске.
Участвовал в экуменическом движении. Встречался с папой Иоанном Павлом II. В 2002 г. назначил президента епископального синода Индийской церкви Дионисиуса Томаса католикосом Индии под именем Базелиос Томас I (Baselios Thomas I).
Умер после продолжительной болезни в клинике г. Киль (Германия).